# 項嬰
項嬰，為項羽在封官封爵時，派去監視常山王張耳的監官。項羽聽從范增的建議，派項嬰負責監控張耳。張耳投降劉邦之後，就殺了項嬰。